# Hari Merdeka
Hari Kemerdekaan ist das malaiische Wort für Unabhängigkeitstag. Malaysia wurde am 31. August 1957 unabhängig; vorher war es britische Kolonie. Merdeka, wie der Feiertag auch kurz genannt wird, wird überall in Malaysia gefeiert. Besonders groß sind die Feiern in Kuala Lumpur, wo der Unabhängigkeitstag um Mitternacht mit großem Feuerwerk begrüßt und später mit allerlei Paraden gefeiert wird.